# Actinauge
Actinauge is een geslacht van zeeanemonen uit de klasse van de Anthozoa (bloemdieren).

## Soorten
- Actinauge abyssorum Carlgren, 1934
- Actinauge bocki Carlgren, 1943
- Actinauge chilensis Carlgren, 1959
- Actinauge cristata Riemann-Zürneck, 1986
- Actinauge granulata Carlgren, 1928
- Actinauge longicornis (Verrill, 1882)
- Actinauge richardi (Marion, 1882)
- Actinauge verrillii McMurrich, 1893